# Homeosaurus
L'omeosauro (gen. Homeosaurus) è un rettile estinto appartenente ai rincocefali. Visse nel Giurassico superiore (circa 150 milioni di anni fa) e i suoi resti sono stati ritrovati in Europa.

## Descrizione
Lungo una trentina di centimetri, questo animale era molto simile all'attuale tuatara (Sphenodon punctatus) della Nuova Zelanda. Il corpo dell'omeosauro era piuttosto tozzo, e le zampe corte sporgevano ai lati del corpo. Le zampe posteriori erano dotate di cinque dita, quattro delle quali dirette in avanti e di lunghezza crescente dalla più interna alla più esterna; il quinto dito, invece, era corto e diretto posteriormente. Erano presenti costole ventrali e le vertebre avevano entrambi i lati concavi (anficele). Il cranio era corto e assai simile a quello del tuatara, ma se ne differenziava nella dentatura. L'omeosauro, come gran parte dei rincocefali, differiva dalle lucertole nell'avere un cranio con l'articolazione dell'osso quadrato fissa e non mobile. Caratteristica era anche l'attaccatura dei denti marginali, fissi al margine della mascella, che una volta usurati non venivano sostituiti ma si accumulavano posteriormente durante la crescita. Altri denti erano presenti sul palato; il muso, a bordi ricurvi verso il basso,  formava un margine tagliente.

## Classificazione
L'omeosauro è spesso considerato, nella letteratura divulgativa, il diretto antenato del tuatara, che a sua volta è ritenuto essere un fossile vivente proprio per questo motivo. In realtà i due animali, pur essendo strettamente imparentati, non hanno un rapporto antenato/discendente. Lo stesso omeosauro non ha una tassonomia chiara: alcune specie (come Homeosaurus pulchellus) sono state attribuite ad altri generi (Kallimodon e Leptosaurus) assai simili, ma dotati di un cranio più stretto e di zampe più corte. La specie tipo è Homeosaurus maximiliani, che è stata ritrovata in Germania, nel famoso giacimento di Solnhofen, in Inghilterra e in Francia.

## Stile di vita
È probabile che l'omeosauro fosse un animale terricolo, che viveva nei pressi delle lagune europee molto comuni nel Giurassico superiore. Visto il tipo di dentatura, verosimilmente questo animale si nutriva di insetti e di piccoli invertebrati.